# Oeschenbach
Oeschenbach is een gemeente en plaats in het Zwitserse kanton Bern, en maakt deel uit van het district Oberaargau.
Oeschenbach telt 237 inwoners.